# Steilgaffel

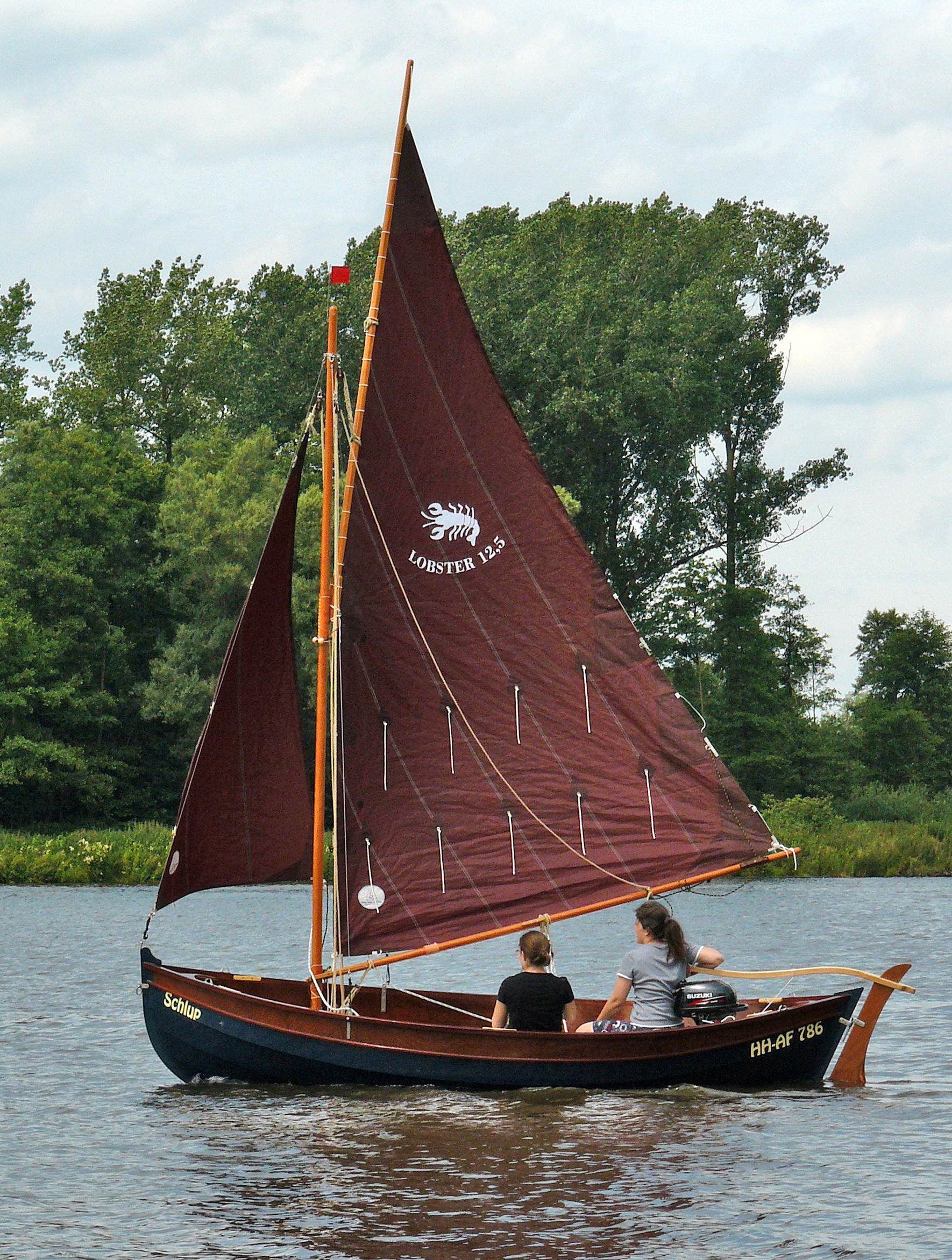
Schaluppe Lobster 12.5 mit Steilgaffeltakelung und zwei Reffreihen im Segel

Die Steilgaffel-Takelung ist ein Vorläufer der Bermuda- oder Hochtakelung.
Im Gegensatz zur klassischen Gaffeltakelung steigt die Gaffel beim Steilgaffelrigg steil nach oben und bietet so dem Wind eine längere Angriffskante. Vertreter dieses Takelungsart sind z. B. Schaluppen aus dem 19. Jahrhundert, ältere H-Jollen und BM-Jollen. Von der Luggerbesegelung unterscheidet sie sich dadurch, dass die Gaffel nicht vor den Mast hinausragt, sondern mit der Klau am Mast angeschlagen wird. Die Einordnung der Steilgaffeltakelung ist nicht immer eindeutig. Je nach konkreter Bauform leitet man sie vom Gaffel- oder aber vom Luggerrigg ab; im letzteren Fall kann die Gaffel auch als Spiere bezeichnet werden. Die Steilgaffeltakelung war insbesondere auf kleinen Booten weit verbreitet, weil sich auf diese Weise ein kurzer Mast verwenden ließ, der nach Gebrauch oder zum Transport innerhalb des Rumpfes verstaut werden konnte. Auch niedrige Brücken zu unterfahren ist leicht möglich, weil das Steilgaffel mit einem Handgriff abgesenkt und so die nötige Durchfahrtshöhe gemindert werden kann. 
Steilgaffelsegel lassen sich reffen, allerdings verlagert sich dadurch der Anschlagpunkt des Gaffelbaums an Großfall und Mast. Muss während eines Törns gerefft werden, geht daher dem Reffen meist ein aufwändiges Niederholen des Gaffelbaums und das Lösen und neu Anschlagen des Großfalls voraus.
Ein Problem der Steilgaffeltakelung war anfangs die übermäßige Verwindung des Baumwollsegeltuchs. Abhilfe sollten eingearbeitete Segellatten bilden. Erst mit Erfindung des Kunststoffsegels war dieses Problem gelöst, allerdings war die Steilgaffeltakelung zu diesem Zeitpunkt bereits durch die moderne Hochtakelung abgelöst.